# Закон и порядок: Лондон
«Закон и порядок: Лондон» — британский процедуральный, полицейский и юридический телесериал.

## Сюжет
В системе уголовного судопроизводства обвинение представляют две независимые, равные по значению инстанции — полиция, расследующая преступления, и прокурор, представляющий дело в суде. Наш рассказ о них.
Сериал рассказывает о детективах, работающих в лондонском «убойном» отделе полиции и прокурорах суда. Детективы занимаются расследованием различных преступлений, таких, как убийства и другие посягательства на личность людей, а прокуроры доказывают виновность обвиняемых в суде. Первыми главными персонажами сериала были детектив Ронни Брукс и его напарник Мэтт Дэвлин.

## Награды[2]
- GLAAD Media Awards 2011 (номинация)
- National Television Awards, UK 2014 (номинация)
- TV Quick Awards, UK 2009 (номинация)